# Cystopteridaceae
Las cystopteridáceas (nombre científico Cystopteridaceae) son una familia de helechos del orden Polypodiales, clado de Eupolipoides II, que en la moderna clasificación de Rothfels et al. 2012 se circunscribe con los mismos géneros que en la anterior de Christenhusz et al. 2011. La familia no fue reconocida por su predecesor sistema de Smith et al. (2006), que incluía sus géneros en un muy amplio y débil Woodsiaceae. Los géneros que la componen son distintivos pero la familia es difícil de caracterizar morfológicamente.

## Taxonomía
Introducción teórica en Taxonomía
La clasificación más actualizada es la de Rothfels et al. 2012:
- Cystopteridaceae (Payer) Shmakov, Turczaninowia 4:60 (2001). Llamados "cystopteridoides", también "Bladderferns, Brittleferns, Oakferns, and allies".
  - =  Cystopteridaceae sensu Christenhusz & al. (2011).
  - incluido en  Woodsiaceae sensu Smith & al. (2006);
  - incluido en Athyriaceae: Cystopterioideae sensu Wang & al. (2004);
  - incluido en  Cystopteridaceae sensu Shmakov (2001);
  - incluido en  Dryopteridaceae: Athyrioideae: Physematieae sensu Kramer & al. (1990b);
  - incluido en  Dryopteridaceae: Physematieae sensu Tryon & Tryon (1982);
  - incluido en  Dryopteridaceae: Athyrioideae sensu Lovis (1978);
  - incluido en Athyriaceae sensu Ching (1978a);
  - incluido en Athyriaceae sensu Pichi Sermolli (1977);
  - incluido en  Dryopteridaceae: Dryopteridoideae + Athyrioideae sensu Nayar (1970);
  - incluido en  Dennstaedtiaceae:  Dryopteridoideae + Athyrioideae sensu Holttum (1947);
  - incluido en  Polypodiaceae: Asplenioideae + Polypodiaceae: Dryopteridoideae sensu  Christensen (1938);

Aproximadamente 30 especies en los géneros (Tagawa 1935, Blasdell 1963, Vida 1974, Sarvela 1978, Haufler y Windham 1991, Pryer y Haufler 1993):
- -     - Acystopteris Nakai (3 spp)
    - Cystoathyrium Ching (1 sp, agregado aquí tentativamente, podría estar extinto, ver en Filogenia)
    - Cystopteris Bernh. (unas 20 spp, incl. Rhizomatopteris A. P. Khokhr.),
    - Gymnocarpium Newman (unas 7 especies incl. Currania Copel.)

Su clasificación predecesora es la de Christenhusz et al. 2011, que también proveía una secuencia lineal de las licofitas y monilofitas, que informaba:
- Familia 32. Cystopteridaceae Schmakov, Turczaninowia 4: 60 (2001).

4 géneros. (Acystopteris, Cystoathyrium, Cystopteris, Gymnocarpium).
En la antepredecesora de Smith et al. (2006), 2008), sus géneros estaban incluidos en un tentativamente muy amplio y débil Woodsiaceae.

## Filogenia
Introducción teórica en Filogenia
Rothfels et al. 2012: Las relaciones entre géneros de Cystopteridaceae han sido sujeto de fuertes desacuerdos; sus afinidades han sido extremadamente dificultosas de inferir a partir de morfología, más de lo que es típico en eupolipoides II. Individualmente, tanto Cystopteris sensu lato (es decir incluyendo Acystopteris; Tagawa 1935, Blasdell 1963) y Gymnocarpium han sido pensados como aliados con Dryopteridaceae (en Eupolipoides I) o Athyriaceae; en las dos posiciones fueron inevitablemente remarcados como anómalos (ver Sledge 1973). Ching (1940) fue una excepción temprana, sin embargo, en el sentido en que ubicó tanto a Cystopteris como a Gymnocarpium juntos, pero entre los athyrioides.
Sigue: Los datos moleculares tempranos apoyaban la idea de que Cystopteris y Gymnocarpium son géneros hermanos (un accesion de cada uno; Acystopteris no fue muestreado), y demostraron la falta de afinidad cercana hacia tanto Dryopteridaceae como Athyrium, pero fueron incapaces de resolver su posición dentro de un amplio asemblaje de eupolipoides II (Wolf et al. 1994, Hasebe et al. 1995). En su estudio landmark, Sano et al. (2000a) incluyeron 4 representativos de su clado: un Acystopteris, un Cystopteris, y dos especies de Gymnocarpium. Sus relaciones dentro del clado fueron consistentes con estudios más tempranos (Acystopteris-Cystopteris hermano de Gymnocarpium), pero no encontraron apoyo para la ubicación del clado dentro de Eupolipoides II. Por el contrario, Schuettpelz y Pryer (2007) en su amplio estudio a lo largo de los helechos, incluyeron pocos taxones de este clado (un único Gymnocarpium y un único Cystopteris) pero más datos de caracteres de cada uno; ellos fueron los primeros en encontrar soporte para una relación de grupo de hermanos entre este clado y el resto de Eupolipoides II. Similarmente, Kuo et al. (2011), usando 3 loci plastídicos y un accesion de Acystopteris y uno de Gymnocarpium, también recuperaron la relación de hermanos con el resto de Eupolipoides II. Los resultados de Rothfels et al. (2012) corroboran y refuerzan ese descubrimiento.
Sigue: Cystopteris y Acystopteris son fuertemente soportadas como hermanos, y a su vez son hermanos de Gymnocarpium. La especie tipo de los 3 géneros ha sido incluida en estudios filogenéticos moleculares, como se han incluido los segregados Rhizomatopteris y Currania: Rhizomatopteris es hermano del resto de las especies de Cystopteris sensu stricto; Currania se incluye dentro de Gymnocarpium (Sano et al. 2000a, Rothfels et al. 2012). Cystopteridaceae fue circunscripto por primera vez por Shmakov (2001), quien incluyó a Pseudocystopteris (quien pertenece a Athyriaceae) y omitió a Acystopteris y Cystoathyrium (los cuales no estaban en el rango geográfico del estudio).
Sigue: La posición del género monotípico Cystoathyrium es incierta. Al describir el género, Ching (1966) enfatizó que era un intermediario morfológico entre Cystopteris y Athyrium, y poco se ha progresado en resolver sus afinidades. Wang et al. (2004, 2008) lo trataron como afín a Cystopteris, mientras Kramer et al. (1990b) lo ubican en Athyrium, una posición también sostenida por Pichi Sermolli (1977). Cystoathyrium aún tiene que ser incluido en algún estudio filogenético, y lo conocemos sólo a partir de fotografías e ilustraciones provistas en el protologo; quizás esté extinto (X-C Zhang, comunicación personal). Otros géneros que históricamente se pensó que eran afines a Cystopteris (más notablemente Pseudocytopteris, Ching 1964a) se encontró que estaban anidados en Athyriaceae (Sano et al. 2000a, Liu 2008, Rothfels et al. 2012), sin embargo, tentativamente incluimos Cystoathyrium aquí en Cystopteridaceae basados en 4 caracteres: soros redondos, indusio como gancho, esporas fuertemente equinadas (echinate), y venas que terminan en el margen de la hoja. Si bien homoplásticos dentro de eupolipoides II, estos estados de caracteres son más frecuentes en Cystopteridaceae. Es necesaria más investigación, Cystoathyrium puede ser un linaje aislado dentro de Eupolypoides II.
Decía en Christenhusz et al. 2011: Schuettpelz & Pryer (2007) encontraron que Gymnocarpium y Cystopteris son hermanos del resto de eupolipoides II. Por lo tanto esos géneros y sus afines Acystopteris y Cystoathyrium son ubicados aquí en una familia que los reúne, en sentido filogenético.

## Ecología
Rothfels et al. 2012: Cystopteridaceae es inusual en su distribución primariamente templada y en su tendencia a ocupar hábitats montanos. Tanto Cystopteris como Gymnocarpium son helechos comunes en la zona templada del norte, Cystopteris también llega hasta el sur a los hábitats montanos de los Andes e Himalayas, y hasta Australia, Nueva Zelandia, Hawái, y el sur de África. Dentro de la familia, Acystopteris es el único género encontrado comúnmente en áreas tropicales, más ricamente representado en el este de Asia (Blasdell 1963, Sarvela 1978, Pryer 1993).
Christenhusz et al. 2011.: En bosques o en grietas.

## Caracteres
Con las características de Pteridophyta.
Descripción según Rothfels et al. 2012: Plantas terrestres; raíces negruzcas, wiry, insertas radialmente, no proliferativas; rizomas epígeos o más comúnmente subterráneos, corta- a más comúnmente largamente rastreros, ocasionalmente suberectos (Cystopteris), comúnmente ramificados, portando escamas y a veces pelos dorados similares a los pelos de las raíces (por ejemplo en Cystopteris protrusa (Weath.) Blasdell); las escamas de los rizomas lanceoladas, clatradas o no clatradas,  los márgenes glandulares o no, sin que se distinga una pubescencia, márgenes enteros o ciliados, los dientes cuando presentes no formados por dos células adyacentes; las hojas verdes y no cubiertas en mucílago en ningún estadio del desarrollo, arregladas en espiral, monomórficas, bulbíferas en unos pocos Cystopteris, cercanamente espaciadas a distantes, portando escamas y a veces pelos punteados de glándulas (gland-tipped), las escamas a veces reducidas a proscamas filiformes (Cystopteris) o pelos catenados (Acystopteris); pecíolos estramíneos(stramineous) todo a lo largo del pecíolo u oscurecidos en la parte proximal, la base adelgazada, o conspicuamente engrosada y luego concentrada en almidón y persistente ("trofópodos"), sin aeróforos conspicuos, sin una articulación proximal, a veces con pelos dorados similares a los pelos de las raíces (por ejemplo en C. moupinensis Franch.); dos haces vasculares en el pecíolo, los haces con xylema de forma hipocampiforme, que se unen distalmente para formar un único haz de forma de V: las láminas delgadas y herbáceas, 2-3-pinada-pinatifida (1-pinada-pinatifida en Cystoathyrium), más ancha en la base o lanceolada, el ápice no conforme (non-conform), las células del margen de la hoja diferenciadas en células hialinas nodulosas (Acystopteris, Cystopteris) o no (Gymnocarpium); los ejes de las pinas articulados claramente en Gymnocarpium, de otra forma no articulados, sulcados adaxialmente, sin una costilla libre central; los canales (grooves) del raquis continuos o no, la pared del sulcus del raquis se continúa como una costilla (ridge) prominente hasta dentro de la pared del sulcus de la costa o no; venas libres, que llegan hasta el margen de la hoja terminando en él, los finales de las venas no diferenciados; soros dorsales a lo largo de las venas, no terminales, redondos o ligeramente alargados (Gymnocarpium), indusiados (Acystopteris, Cystoathyrium, Cystopteris) o exindusiados (Gymnocarpium); los receptáculos de los soros claramente elevados y endurecidos (Acystopteris, Cystopteris) o planos (Gymnocarpium); indusio basal (Aystopteris, Cystoathyrium, Cystopteris); esporangios con pies de dos o tres células de espesor hacia la mitad del pie; esporas monolete, no clorofílicas, color bronceado (tan) o marrón (brown), la perispora equinada (echinate), tuberculada, o con dobleces (folds) amplios, los dobleces a veces perforados; cromosomas número base x=40 (Gymnocarpium; Kato et al 1992, Pryer y Haufler 1993) o 42 (Acystopteris, Cystopteris; Blasdell 1963, Vida 1974, Mitui 1975). Hay informes de x=41 (por ejemplo en Christenhusz et al. 2011) que no son sustanciados.
Diagnóstico según Rothfels et al. 2012: Si bien los géneros son distintivos, Cystopteridaceae como conjunto no es fácil de caracterizar. Entre las familias con pecíolos que contienen dos haces vasculares, pueden ser distinguidos porque no tienen indusio o este es como gancho (hood), usualmente el rizoma es subterráneo y largamente rastrero, y las venas terminan en el margen de las hojas.
Sigue: Los indusios de Acystopteris, Cystoathyrium, y Cystopteris son únicos en que están unidos a la base del esporangio y curvados, como un gancho, alrededor de ellos. El soro está situado en un receptáculo elevado y endurecido; no conocemos otro taxón dentro de Eupolypoides II con un receptáculo similar. Woodsia también tiene un indusio unido en la base, sin embargo, puede distinguirse en su receptáculo aplanado, en el indusio haciendo un círculo alrededor del soro, usualmente disectado en múltiples lóbulos, y en las venas que no llegan al margen de la hoja.
Sigue: Gymnocarpium puede ser diagnosticado por sus pinas articuladas (que no se desarticulan) con una protuberancia hinchada en la base de cada pina. Entre Eupolipoides II, las pinas articuladas también aparecen en Stenochlaena y Woodwardia virginica (L.) Sm. Estas articulaciones difieren, sin embargo, en que les falta la protuberancia basal presente en Gymnocarpium. Gymnocarpium puede también distinguirse de otros Eupolipoides II en que tiene soros ligeramente elongados que no tienen indusio. Estos soros son aproximadamente el doble de largos que anchos, y aparecen redondos hasta que los esporangios son removidos para revelar un parche elongado de pies de esporangios a lo largo de la vena.
Descripción según Christenhusz et al. 2011.: Plantas de tamaño pequeño o mediano. Rizoma esbelto largamente rastrero, o cortamente rastrero, o cortos erectos o ascendentes. Lámina 1-3 pinada; venas libres. Soros pequeños, redondeados a forma de copa, dorsales en las venillas; indusios pequeños, delgados aovados o ovales, adjuntados en las bases, como escamas e inmersos en los esporangios maduros, o sin indusio. Número cromosómico x=42, 41, 40.